# چایرود
چایرود (به لاتین: Çayrud) یک منطقه مسکونی در جمهوری آذربایجان است که در شهرستان لریک واقع شده‌است.

## جمعیت
چایرود ۱۷۸۰ نفر جمعیت دارد.

## ریشه واژه
چای در ترکی آذری به‌معنی رودخانه و رو یا رود در تالشی نیز به‌همین معنی است. هر دو واژه هم‌معنی هستند و معنای کلی آن‌ها روستایی در کنار رودخانه است.